# Tahmasp I
Tahmasp eller Tahmasb I (persisk: شاه تهماسب یکم) (22. februar 1514 – 14. maj 1576) var en indflydelsesrig shah af Iran, der havde den længste regeringstid af alle shaher af det Safavidiske dynasti. Han var søn af Ismail I og Shah-Begi Khanum.
Han kom til tronen, da han var 10 år i 1524, og i løbet af sin barndom havde han kun lidt magt og kom under kontrol af Qizilbash, et tyrkisk stammefolk, der dannede rygraden i safavidernes magt. Qizilbash-lederne kæmpede indbyrdes om retten til at være regenter for Tahmasp. Da han blev voksen, var Tahmasp i stand til at tage magten tilbage og kontrollere høvdingerne.